# Албърт Кинг
Албърт Кинг (на английски: Albert King) е американски блус китарист и певец. Един от тримата „крале“ на блуса заедно с Б. Б. Кинг и Фреди Кинг, известен като „The Velvet Bulldozer“ („Кадифения Булдозер“).

## Живот и кариера
Албърт Кинг е роден в Индианола, Мисисипи. Бащата на Албърт бил странстващ проповедник, който напуска семейството им, когато той е на 5-годишна възраст. Майка му се омъжва за фермера Уил Нелсън и Албърт приема неговата фамилия.
С фамилията „Кинг“ той започва да се подписва през петдесетте години след успеха на песента „Three O'Clock Blues“ на Б. Б. Кинг. Новото му семейство се премества във Форест Сити, Арканзас. В ранните си години работи на плантациите за памук, заедно с родителите си. Когато пораства се устройва на работа като шофьор на булдозер.
Първото си музикално влияние получава от доведения си баща, който често свири на китара. През детството си пее госпъл в местната църква, а първата си китара сглобява сам от подръчни материали. През 1942 г. си купува истинска китара от негов приятел за един долар и двадесет и пет цента. Вдъхновен от музиката на Слепия Лемън Джеферсън, Сони Бой Уилямсън II, Ти Боун Уокър, и Лони Джонсън, той упорито се упражнява на новата си китара. Начинът му на свирене е необичаен. Тъй като е левичар – китарата е обърната, но струните не са нагласени като за левичар, а най-дебелата шеста струна „ми“ е поставена най-отдолу. Настройката е по-ниска от стандартната като струните са максимално отпуснати. Освен това през целия си живот свири с пръсти и не използва перце.
През 1950 г., Албърт случайно се запознава с М. С. Райдър – собственик на известния в Оцеола, Арканзас клуб „Т-99“. Оцеола се намира между Мемфис и Сейнт Луис и всяка група, която свирела в двата града задължително минавала през „Т-99“. През годините в този клуб свирят такива музиканти като Б. Б. Кинг, Боби Бланд, Джони Ейс и др. В Оцеола Албърт Кинг започва професионалната си кариера на музикант с групата In the Groove Boys, в която свири вече с електрическа китара „Епифон“, купена за 120 долара.
In The Groove Boys стават популярна група и освен в „Т-99“ започват да свирят и в околните на Оцеола градове и редовно да се изявяват по местната радиостанция. Барабанистът на групата – Карл Тейт си спомня:„ Албърт свиреше и на ударните инструменти. Когато пропусках радиопредаванията, той ме заместваше на барабаните, а някой друг свиреше на китарата.“ Самият Кинг разказва за онези времена:„ Ние тогава знаехме, кажи-речи, три или четири песни, които свирехме в бавно, средно или бързо темпо.“ Албърт Кинг напълно се устройва в Оцеола. Раждат му се три дъщери и част от сестрите му се преселват в близост до него.
В началото на петдесетте години Албърт Кинг претърпява автомобилна катастрофа, при която загиват няколко души. Тъй като загиналите са бели, Албърт се озовава в ареста и само намесата на М. С. Райдър и на белия бизнесмен Хал Джексън го избавят от сериозни неприятности.
По почина на много от блус-изпълнителите от Арканзас и Мисисипи, търсещи признание на Север, Албърт Кинг заминава за Индиана. Там той се присъединява към групата на Джон Брийм и Джими Рийд, но свири на барабаните, тъй като и двамата са китаристи.
По това време Кинг решава да пробва късмета си като запише няколко песни. Не друг, а Уили Диксън урежда първия запис на младия изпълнител за звукозаписното студио „Parrot“. Албърт Кинг си спомня за срещата му с Диксън:“ Чаках го половин час на улицата. По едно време той пристигна и ми казва – свири. С мене нямах нито усилвател, нито микрофон – нищо. Но какво да правя – започнах да свиря. Той ме слуша пет минути и каза – Добре, довечера ела в студиото. Това беше всичко.“ На 13 ноември 1953 г. е дебютът на Албърт Кинг в звукозаписното студио. В сесията участват Уили Диксън на контрабас, заедно с музикантите на Елмър Джеймз – пианистът Литъл Джони Джонс и барабанистът Оди Пайн. Те записват пет песни, две от които „Be On Your Merry Way“ и „Bad Luck Blues“ излизат като сингли. На тези първи записи все още не личи стилът на Кинг, който той ще изгради през 60-те години. Песните са изпълнени твърде традиционно, макар че още по това време гласът му звучи мощно и богато. Албърт Кинг разказва за тези сингли, че били продадени в 350 000 копия и че за тази сесия му платили 14 долара. Възможно хонорарът му да е бил точно толкова, но посоченият размер на продажбите е твърде съмнителен. 350 000 продадени копия със сигурност биха гарантирали поява на песните в класациите и пускането им по радиостанциите и биха довели до подписване на договор със звукозаписна компания. Това не се случва и Албърт Кинг се завръща през 1954 г. в Оцеола.
Следващите две години преминават в свирене по местните клубове и заведения с In The Groove Boys. През 1956 г. Кинг заминава за Сейнт Луис, който предлагал много работа за блус-музикантите, но също така и сериозна конкуренция в лицето на Kings of Rhythm на Айк Търнър, групата на Литъл Милтън, Hound Dogs на Джими О'Нийл и др. През октомври същата година Албърт Кинг сформира група и започва активно да се изявява по местните клубове.
През 1958 г. Албърт Кинг се сдобива с известната си китара Гибсън „Flying V“, чието тяло е с „V“ образна форма. Той я кръщава „Люси“. Може би е следвал примера на Б. Б. Кинг, който нарича китарите си „Люсил“, но самият Кинг твърди, че името е в чест на актрисата Люсил Бол и нейното популярно комедийно шоу „I Love Lucy“ („Аз обичам Люси“).
Албърт Кинг започва да привлича вниманието на публиката. Постепенно се превръща в един от водещите блус-музиканти на Сейнт Луис.
През 1959 г. той започва да записва за звукозаписната компания Bobbin Records. Съставът на групата му се увеличава с двама музиканти на духови инструменти и пианист. Кинг става по уверен лидер и характерният за най-силните му години стил започва да се оформя.
През 1961 г. песента „Don't Throw Your Love On Me So Strong“, с участието на Айк Търнър на пианото, достига до 14 място в ритъм енд блус класациите. През 1962 г. Bobbin Records фалира и Кинг издава последния си готов албум Let's Have A Natural Ball за звукозаписната компания Modern Blues Recordings.
Сред колегите-музиканти Албърт Кинг е известен не само с китарната си техника, но и с тежкия си харктер. Той постоянно сменя музикантите в групата, а тези които успяват да се задържат за по-дълго са поставени под сериозно напрежение, тъй като той е изключително взискателен към начинът им на свирене. Най-вече проблеми с Кинг имат барабанистите. Тъй като той постоянно сменял темпото на свирене по време на изпълнението на дадена песен, барабанистът е трябвало безпогрешно да усеща настроението му в даден момент и да се съобразява с ритъма. Въпреки тежкия си характер обаче, Албърт Кинг плаща добре на музикантите си. По думите на много от тях – престоят в групата на Албърт Кинг било сериозна школа за всеки музикант.
През май 1964 г. записва за малката независима компания Coun-Tree, собственост на джаз-певеца Лео Гуден и създадена от него да пласира продукцията на неговата група Leo's Five. Кинг, съпровождан от музикантите на Leo's Five записва два сингъла: Worsome Baby / C.O.D. и Lonesome / You Threw Your Love On Me Too Strong. Плочите се продават добре в Сейнт Луис, Чикаго и Канзас Сити. Продажбите вървят по-добре дори от записите на Лео Гуден и това довежда до конфликт между двамата и бурна раздяла след един съвместен неуспешен концерт.
През 1966 г. Албърт Кинг подписва със звукозаписната компания Stax Records. Stax Records е ориентирана повече към соул музиката с такива изпълнители като Отис Рединг и Буукър Ти. Поради тази причина собственикът на компанията, Джим Стюърд, първоначално е скептичен относно подписването на договор с Кинг. Тези съмнения, обаче бързо се разсейват, тъй като Албърт Кинг е в творчески подем, а обстановката в „Stax“ му действа вдъхновяващо. Още при първата си сесия, той записва песента „Laundromat Blues“, която му обезпечава присъствие в класациите за пет години. От другата страна на сингъла е инструменталната „Overall Junction“. Кинг разказва, че групата откривала концертите с „Overall Junction“ и продължавала да я свири, докато всички музиканти си настроят инструментите. Следващият запис е една от най-известните песни на Албърт Кинг „Oh Pretty Woman (Can't Make You Love Me)“. След нея идва „Crosscut Saw“, която е класически блус от 30-те години на групата „The Birmingham Blues Boys“.
През 1967 г. на пазара излиза първият албум на Албърт Кинг „Born Under A Bad Sign“, състоящ се от вече излезли сингли и от нов материал. Появата на тази плоча съвпада и със зараждащия се интерес на бялата публика към блуса. На фестивала „Филмор Уест“ в Сан Франциско Кинг излиза като подгряващ музикант за шоуто на Джон Мейл и това на Джими Хендрикс. Представянето му е впечатляващо и предизвиква нов тласък на кариерата му.
Албърт Кинг заминава за Мемфис и там записва албума „Years Gone By“ с участието на Буукър Ти и духовата секция на „The Memphis Horns“. В този албум присъстват версии на, вече класиките в блуса, „Killing Floor“ на Хаулин Уулф и „The Sky Is Crying“ на Елмър Дежеймз, както и авторски песни като „Drowning On Dry Land“.
В следващия албум „I'll Play The Blues For You“, Кинг по един майсторски начин успява да съчетае соул, фънк и блус. Солата и гласът му звучат разкрепостено и уверено, а албумът се радва на добри продажби.
През 1974 г. в „Stax“ започват финансови проблеми и Кинг отива в компанията „Utopia“. В края на 70-те вече е в „Tomato“, а през 80-те години записва два албума за „Fantasy Records“.
В средата на 80-те години Албърт Кинг започва да говори за оттегляне от сцената и „заслужен отдих“, но не преустановява участията си по фестивали и да прави турнета в Европа.
Последния си концерт изнася в Лос Анджелис на 19 декември 1992 г., а на следващия ден се връща в дома си в Мемфис, където получава инфаркт и умира на 21 декември 1992 г.

## Дискография
- 1962 The Big Blues
- 1967 Born Under A Bad Sign
- 1968 Live Wire/Blues Power
- 1969 Years Gone By
- 1969 King Of The Blues Guitar
- 1970 Blues For Elvis - King Does The King's Things
- 1971 Lovejoy
- 1972 I'll Play The Blues For You
- 1973 Blues At Sunset
- 1973 Blues At Sunrise
- 1974 I Wanna Get Funky
- 1974 Montreux Festival
- 1974 The Blues Don't Change
- 1974 Funky London
- 1976 Albert
- 1976 Truckload Of Lovin
- 1977 I'll Play The Blues For You(с Джон Лий Хукър)
- 1977 King Albert
- 1979 New Orleans Heat
- 1979 Chronicle (с Литъл Милтън)
- 1983 Crosscut Saw: Albert King In San Francisco
- 1984 I'm In A Phone Booth, Baby
- 1986 The Best Of Albert King
- 1986 The Lost Session(с Джон Мейл)
- 1989 Let's Have A Natural Ball
- 1989 Live
- 1990 Door To Door
- 1990 Wednesday Night In San Francisco
- 1990 Thursday Night In San Francisco
- 1992 Roadhouse Blues
- 1993 The Ultimate Collection
- 1993 So Many Roads
- 1994 The Tomato Years
- 1995 Mean Mean Blues
- 1996 Hard Bargain
- 1997 Born Under A Bad Sign & Other Hits
- 1999 Blues Power
- 1999 The Very Best Of Albert King
- 1999 A Truckload Of Lovin': The Best Of Albert King
- 1999 In Session, (със Стиви Рей Вон)
- 2001 Guitar Man
- 2001 I Get Evil: Classic Blues Collected
- 2001 More Big Blues Of Albert King
- 2002 Blue On Blues
- 2003 Talkin' Blues
- 2003 Blues From The Road